# Gymnothorax reticularis
La morena reticulada (Gymnothorax reticularis) es una especie de pez de la familia de los morénidas en el orden de los Anguilliformes.

## Morfología
Los machos pueden llegar a alcanzar los 60 cm de longitud total.

## Distribución geográfica
Se encuentra desde Mauricio hasta el sur del Japón y Indonesia.